# Sottevast
Sottevast é uma comuna francesa na região administrativa da Normandia, no departamento Mancha. Estende-se por uma área de 10,81 km². Em 2010 a comuna tinha 1 447 habitantes (densidade: 133,9 hab./km²).